# Södra Näset
Södra Näset är en halvö i Åland (Finland). Den ligger i den nordvästra delen av landskapet, 24 km norr om huvudstaden Mariehamn. Södra Näset ligger på ön Fasta Åland.
I omgivningarna runt Södra Näset växer i huvudsak blandskog. Runt Södra Näset är det glesbefolkat, med 19 invånare per kvadratkilometer.